# Уго Вільяверде
Уго Едуардо Вільяверде (ісп. Hugo Eduardo Villaverde; 27 січня 1954 — 17 листопада 2024) — аргентинський футболіст, що грав на позиції центрального захисника. У складі «Індепендьєнте» ставав чотириразовим чемпіоном Аргентини.

## Біографія
Почав кар'єру у клубі «Колон», за який грав протягом двох років.
У 1976 році перейшов у «Індепендієнте», в якому став основним гравцем, зміцнивши свою репутацію як одного з найкращих захисників чемпіонату країни. Разом з Енсо Троссеро він склав одну з найкращих оборонних пар чемпіонату. У складі «червоних дияволів» Вільяверде відіграв протягом 13 сезонів, виграв чотири чемпіонські титули, а також Кубок Лібертадорес та Міжконтинентальний кубок в 1984 році, коли з рахунком 1:0 був обіграний англійський «Ліверпуль». Усього за «Індепендьєнте» зіграв у всіх турнірах 429 матчів.
У 1989 році завершив ігрову кар'єру у віці 35 років.
За збірну Аргентини зіграв шість матчів, у яких не забив жодного гола.
Племінник Вільяверде, Алехандро Гомес, також став футболістом і також грав за національну збірну Аргентини. 17 листопада 2024 року Вільяверде помер у віці 70 років.

## Досягнення
«Індепендієнте»
- Чемпіон Аргентини (4): Насьйональ 1977, Насьйональ 1978, Метрополітано 1983, 1988/89
- Володар Кубка Лібертадорес (1): 1984
- Володар Міжконтинентального кубка (1): 1984